# Tabanus calabyi
Tabanus calabyi är en tvåvingeart som beskrevs av M. Josephine Mackerras 1971. Tabanus calabyi ingår i släktet Tabanus och familjen bromsar. Inga underarter finns listade i Catalogue of Life.